# Frangula palmeri
Frangula palmeri là một loài thực vật có hoa trong họ Táo. Loài này được (S.Watson) Grubov mô tả khoa học đầu tiên năm 1949.